# 2613 Plzen
Plzen (asteróide 2613) é um asteróide da cintura principal com um diâmetro de 28,18 quilómetros, a 2,8865768 UA. Possui uma excentricidade de 0,0503842 e um período orbital de 1 935,75 dias (5,3 anos).
Plzen tem uma velocidade orbital média de 17,08343306 km/s e uma inclinação de 12,9957º.
Este asteróide foi descoberto em 30 de Agosto de 1979 por Ladislav Brožek.